# Dimethylfomamide
Dimethylformamide là một hợp chất hữu cơ có công thức (CH3)2NC(O)H. Thường được viết tắt là DMF (mặc dù cách viết tắt này đôi khi được sử dụng cho dimethylfuran, hoặc dimethyl fumarate), chất lỏng không màu này có thể trộn lẫn với nước và phần lớn các chất lỏng hữu cơ. DMF là dung môi phổ biến cho các phản ứng hóa học. Dimetylformamit không mùi, nhưng các mẫu cấp kỹ thuật hoặc mẫu phân huỷ thường có mùi tanh do tạp chất đimetylamin. Các tạp chất phân huỷ dimetyl amin có thể được loại bỏ bằng cách phun các mẫu phân huỷ bằng khí trơ như argon hoặc bằng cách làm nóng mẫu dưới áp suất giảm. Như tên của nó đã chỉ ra, nó là một dẫn xuất của fomamit, amit của axit fomic. DMF là một dung môi aprotic phân cực (ưa nước) có nhiệt độ sôi cao. Nó tạo điều kiện cho các phản ứng tuân theo cơ chế phân cực, chẳng hạn như phản ứng SN2.

## Cấu trúc và thuộc tính
Đối với hầu hết các amit, bằng chứng quang phổ chỉ ra đặc tính liên kết đôi một phần đối với liên kết C-N và C-O. Do đó, phổ hồng ngoại cho thấy tần số giãn C=O chỉ ở 1675 cm−1, trong khi xeton sẽ hấp thụ gần 1700 cm−1. 
DMF là một ví dụ về phân tử thông lượng.
Phổ 1H NMR ở nhiệt độ môi trường xung quanh cho thấy hai tín hiệu metyl, cho thấy sự quay bị cản trở về liên kết (O)C-N. Ở nhiệt độ gần 100 °C, phổ 500 MHz NMR của hợp chất này chỉ hiển thị một tín hiệu cho các nhóm metyl.
DMF có thể trộn lẫn với nước. Áp suất hơi ở 20 °C là 3,5 hPa. Một luật Henry liên tục của 7,47×10−5 hPa m³ mol−1 có thể được rút ra từ một hằng số cân bằng thực nghiệm được xác định ở mức 25 °C. Các phân vùng hệ số log POW được đo để -0,85. Vì mật độ của DMF (0,95 g cm−3 ở 20 °C) tương tự như của nước, nên không mong đợi sự nổi hoặc phân tầng đáng kể ở vùng nước mặt trong trường hợp mất mát ngẫu nhiên.

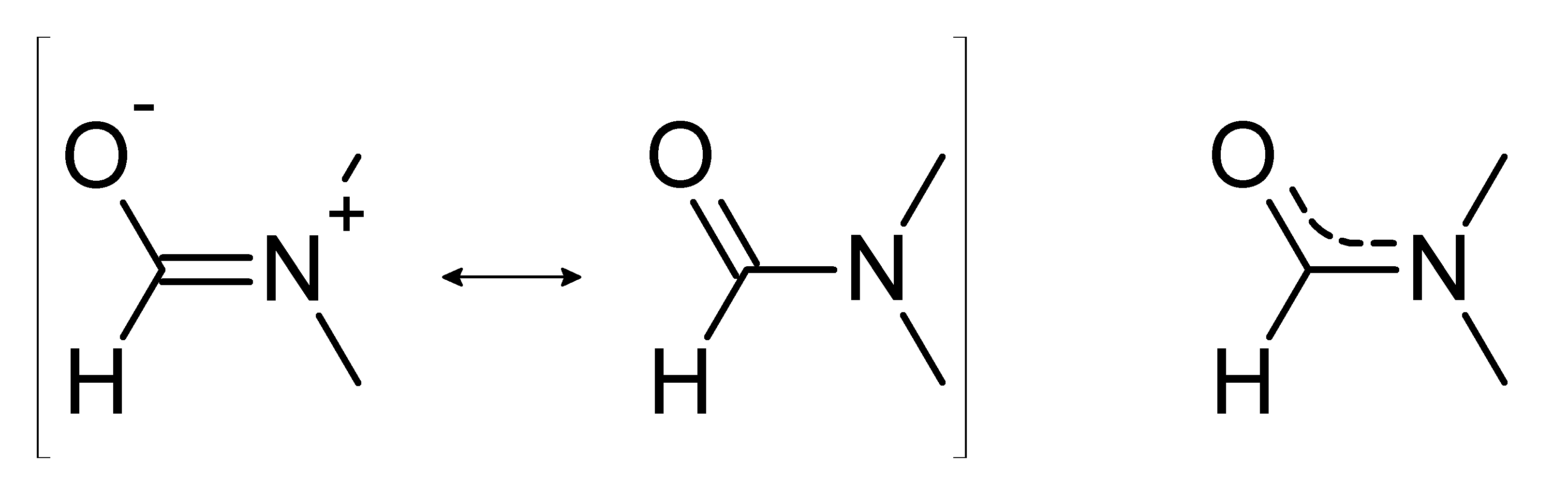
Bên trái: hai cấu trúc cộng hưởng của DMF. Bên phải: minh họa làm nổi bật tính năng phân tách.

## Phản ứng
DMF bị thủy phân bởi axit và bazơ mạnh, đặc biệt là ở nhiệt độ cao. Với natri hydroxit, DMF chuyển thành fomat và đimetylamin. DMF trải qua quá trình khử cacbonyl hóa gần điểm sôi của nó để tạo ra dimetylamin. Do đó, quá trình chưng cất được tiến hành dưới áp suất giảm ở nhiệt độ thấp hơn.
Trong một trong những ứng dụng chính của nó trong tổng hợp hữu cơ, DMF là một chất phản ứng trong phản ứng Vilsmeier-Haack, được sử dụng để tạo thành các hợp chất thơm formylate. Quá trình này bao gồm chuyển đổi ban đầu DMF thành ion chloroiminium, [(CH3)2N=CH(Cl)]+, được gọi là thuốc thử Vilsmeier, tấn công các ion.
Các hợp chất organolithium và thuốc thử Grignard phản ứng với DMF để tạo ra andehit sau khi thủy phân trong một phản ứng được đặt tên là Bouveault.
Hình thức dimethylformamide 1: 1 adducts với nhiều Lewis Axit như axit mềm tôi 2, và axit cứng phenol. Nó được phân loại là đế Lewis cứng và các thông số cơ sở của mô hình ECW của nó là EB = 2,19 và CB = 1,31. Độ mạnh của chất cho tương đối của nó đối với một loạt axit, so với các bazơ Lewis khác, có thể được minh họa bằng đồ thị CB.

## Sản xuất
DMF lần đầu tiên được điều chế vào năm 1893 bởi nhà hóa học người Pháp Albert Verley (8 tháng 1 năm 1867 - 27 tháng 11 năm 1959), bằng cách chưng cất một hỗn hợp của dimetylamin hydroclorua và kali fomat.
DMF được điều chế bằng cách kết hợp metyl fomat và đimetylamin hoặc bằng phản ứng của đimetylamin với cacbon monoxit.
Mặc dù hiện nay không thực tế, nhưng DMF có thể được điều chế từ carbon dioxide siêu tới hạn bằng cách sử dụng các chất xúc tác dựa trên ruthenium.

## Ứng dụng
Công dụng chính của DMF là làm dung môi có tốc độ bay hơi thấp. DMF được sử dụng trong sản xuất sợi và nhựa acrylic. Nó cũng được sử dụng làm dung môi trong quá trình ghép nối peptit cho dược phẩm, trong phát triển và sản xuất thuốc trừ sâu, và trong sản xuất chất kết dính, da tổng hợp, sợi, màng và chất phủ bề mặt.
- Nó được sử dụng làm thuốc thử trong quá trình tổng hợp aldehyde Bouveault[22][23][24] và trong phản ứng Vilsmeier-Haack[12][13], một phương pháp hữu ích khác để tạo thành aldehyde.
- Nó là một dung môi phổ biến trong phản ứng Heck[25].
- Nó cũng là chất xúc tác phổ biến được sử dụng trong quá trình tổng hợp acyl halogenua, đặc biệt là tổng hợp acyl clorua từ axit cacboxylic bằng cách sử dụng oxalyl hoặc thionyl clorua. Cơ chế xúc tác dẫn đến sự hình thành thuận nghịch của imidoyl clorua:[26][27]

Me2NC(O)H + (COCl)2 → CO + CO2 + [Me2N=CHCl]Cl
Chất trung gian iminium phản ứng với axit cacboxylic, trừu tượng hóa một oxit và tái tạo chất xúc tác DMF.
- DMF thâm nhập vào hầu hết các loại nhựa và làm cho chúng phồng lên. Do đặc tính này nên DMF thích hợp cho quá trình tổng hợp peptit pha rắn và là một thành phần của chất tẩy sơn.
- DMF được sử dụng làm dung môi để thu hồi olefin như 1,3-butadiene thông qua chưng cất chiết xuất.
- Nó cũng được sử dụng trong sản xuất thuốc nhuộm dung môi như một nguyên liệu thô quan trọng. Nó được tiêu thụ trong quá trình phản ứng.
- Khí axetylen tinh khiết không thể được nén và lưu trữ mà không có nguy cơ cháy nổ. Axetylen công nghiệp được nén một cách an toàn với sự hiện diện của đimetylfomamit, tạo thành một dung dịch cô đặc, an toàn. Vỏ cũng được làm đầy bằng agamassan, đảm bảo an toàn khi vận chuyển và sử dụng.

### Sử dụng hợp lý
Là một loại thuốc thử rẻ tiền và thông dụng, DMF có nhiều ứng dụng trong phòng thí nghiệm nghiên cứu.
- DMF có hiệu quả trong việc phân tách và đình chỉ các ống nano cacbon, và được NIST khuyến nghị sử dụng trong quang phổ hồng ngoại gần của loại này[28].
- DMF có thể được sử dụng như một tiêu chuẩn trong quang phổ NMR proton cho phép xác định định lượng một hợp chất chưa biết.
- Trong quá trình tổng hợp các hợp chất cơ kim, nó được sử dụng như một nguồn tạo phối tử cacbon monoxit.
- DMF là một dung môi phổ biến được sử dụng trong điện quay.
- DMF thường được sử dụng trong quá trình tổng hợp hóa nhiệt của Khung kim loại-Hữu cơ.
- DMF-d7 với sự có mặt của một lượng xúc tác KOt-Bu trong điều kiện gia nhiệt vi sóng là một thuốc thử để khử đơteri các hydrocacbon thơm đa vòng.

## An toàn
Các phản ứng bao gồm việc sử dụng natri hydrua trong DMF làm dung môi hơi nguy hiểm. Sự phân hủy tỏa nhiệt đã được báo cáo ở nhiệt độ thấp tới 26 °C. Ở quy mô phòng thí nghiệm, bất kỳ sự thất thoát nhiệt nào (thường) nhanh chóng được nhận thấy và được kiểm soát bằng bể nước đá và đây vẫn là sự kết hợp phổ biến của các thuốc thử. Mặt khác, ở quy mô nhà máy thí điểm, một số vụ tai nạn đã được báo cáo.
Vào ngày 20 tháng 6 năm 2018, Cơ quan Bảo vệ Môi trường Đan Mạch đã xuất bản một bài báo về việc sử dụng DMF trong squishies. Mật độ của hợp chất trong đồ chơi dẫn đến tất cả các loại mực bị loại bỏ khỏi thị trường Đan Mạch. Tất cả squishies được khuyến cáo nên vứt bỏ như rác thải sinh hoạt.

## Độc tính
LD50 cấp tính (miệng, chuột cống và chuột nhắt) là 2,2–7,55 g/kg. Các mối nguy hiểm của DMF đã được kiểm tra.